# 유럽 및 개발도상국 임상 시험 파트너십
유럽 및 개발도상국 임상 시험 파트너십(EDCTP, European and Developing Countries Clinical Trials Partnership)은 유럽 연합과 노르웨이, 스위스와 개발도상국, 기타 기부국 및 제약 회사들이 맺은 파트너십으로, 후천면역결핍증후군과 결핵, 말라리아에 대한 새로운 의약품과 백신을 개발 및 임상시험을 위해 맺어진 파트너십이다. 개발도상국의 빈곤을 촉진하는 질병은 세계적 조치의 필요성을 UN과 G8, 아프리카 연합이 문제의 심각성을 깨닫고 이 프로그램에 2003년에서 2007년까지 6억 유로를 제공을 구상했다.
유럽 집행위원회가 출범한 이후 2001년 5월 15일, 빈곤 감소를 목적으로 둔 후천면역결핍증후군, 말라리아, 결핵에 대한 조치가 가속화되었다. 유럽 집행위원회의 행동 프로그램은 유럽 이사회와 유럽 의회에 의해 채택되었으며, 이후 네덜란드에 본사를 두었다.

## 같이 보기
- 유럽 의약품청